# Omnicom Group
Omnicom Group – amerykańskie przedsiębiorstwo reklamowe, marketingowe oraz komunikacji korporacyjnej z siedzibą w Nowym Jorku. Znajduje się w ścisłej czołówce agencji reklamowych obsługujących największe korporacje na świecie. Sprawuje kontrolę nad międzynarodową siecią obejmującą ponad 1500 agencji i usługodawców, obsługując ponad 5000 klientów w ponad 100 krajach na świecie. Kluczową częścią Omnicom Group jest, przejęta w 1993, agencja reklamowa TBWA Worldwide.